# Аутомат Стен
Стен (енгл. STEN, Sten gun) је била породица британских аутомата калибра 9×19mm Parabellum у широкој употреби у јединицама Британске војске и армија Комонвелта у Другом светском и Корејском рату, као и у многим другим армијама и герилским групама широм света. Остала је запажена по једноставној конструкцији и веома ниским трошковима производње, што ју је чинило идеалним оружјем разних покрета отпора и устаничких група.
Име СТЕН је скраћеница од имена главних конструктора, мајора Реџиналда В. Шепарда (енгл. Reginald V. Shepherd-) и Харолда Тарпина (енгл. Harold Turpin), и слова EN која су означавала Краљевску фабрику малог наоружања из Енфилда (енгл. Royal Small Arms Factory Enfield).
За време Другог светског рата је произведено преко четири милиона комада аутомата Стен различитих верзија.

## Историјат
Аутомат Стен је настао док је Уједињено Краљевство било ангажовано у бици за Британију и суочена са озбиљном могућношћу немачке инвазије. Војска је била принуђена да надокнади оружје изгубљено приликом евакуације из Денкерка, истовремено повећавајући његов број.
Пре 1941, а у извесној мери и касније, Британци су куповали у САД све аутомате Томпсон којих су могли да се домогну, али је потражња увелико премашивала понуду тако да ни изблиза нису били у могућности да задовоље своје потребе за оружјем. Након уласка САД у рат крајем 1941, потражња за Томпсонима је још додатно повећана. У циљу хитне попуне јединица аутоматским оружјем, Краљевској фабрици малог наоружања из лондонског предграђа Енфилд је наложено да произведе алетернативу.
Конструисање оружја је поверено мајору Р. В. Шепарду, инспектору за наоружање у Одељењу за пројектовање Министарства за снабдевање и Харолду Џону Терпину, техничком цртачу Пројектантског одељења Краљевске фабрике малог наоружања из Енфилда. Шепард, који је претходно пензионисан, враћен је у активну службу за потребе конструисања новог оружја.
Стен је делио поједине конструкционе карактеристике, као што је пуњење оквиром са стране, са аутоматом Ланчестер који је био у употреби у Краљевској морнарици и Краљевском ваздухопловству. Ланчестер је био директна копија немачког МП28 и у погледу израде је био потпуно другачије оружје од висококвалитетних материјала. Прављен је машинском обрадом, у завршној обради предратног квалитета и представљао је оштар контраст у поређењу са Стеном. Оквири за Ланчестер су одговарали Стену и обрнуто, мада су Ланчестерови били дужи и знатно већег капацитета, од чак 50, док су Стенови мањи, од 32 метка.
У складу са конструкционим захтевима, Шепард и Терпин су пројектовали Стен тако да буде израђен претежно пресовањем и заваривањем, што је изискивало минимум скупе и захтевне машинске обраде. Ово је омогућило да се велики део производње обавља уфабрикама и малим радионицама, а склапање се вршило у фабрици у Енфилду. Једноставна технологија израде је омогућавала брзу обуку радне снаге и пренамену постројења предвиђених за друге намене. Након изведених проба, аутомат је уведен у серијску производњу и уврштен у наоружање под називом „Машински карабин СТЕН, 9 mm“ (енгл. Carbine, machine, STEN 9 mm).
Током саме производње, конструкција је додатно поједноставњивана. Најпростоји основни модел, МК III, је произвођен за свега пет радних часова. Неке од најједноставнијих верзија су се састојале од само 47 делова. Стен је постао препознатљив по свом карактеристичном изгледу: цеви са кундаком у виду металног рама и хоризонталном оквиру. МК I је био модел најбоље завршне обраде са дрвеним поткундаком и ручицом спреда, мада је последња верзија МК V, која је ушла у производњу након што је опасност од инвазије прошла, била израђивана по строжем стандарду квалитета.
Током рата, Стен је константно унапређиван на различите начине. На пример, код верзије МК IV је ручица затварача израђена тако да може да закочи затварач и спречи могућност случајног опаљења, што је била мана првобитне конструкције. Већина измена је била мање очигледна и омогућавала је лакшу производњу и повећавала је поузданост оружја. Аутомати Стен произведени крајем 1942. и касније су представљали високо ефикасно оружје, мада су примедбе на случајно опаљење наставиле да пристижу све до краја рата. Производња је била толико јефтина и једноставна, да су и Немци производили своју верзију Стена која је носила ознаку МП 3008.
Стен је у британским оружаним снагама од 1953. постепено замењиван аутоматом Стерлинг, да би био потпуно повучен из употребе средином шездесетих. У многим другим армијама широм света задржао се и данас.

## Конструкција
Стен је аутомат који ради на принципу трзаја затварача. Пуца из отвореног затварача и има фиксирану ударну иглу на челу затварача. Ово значи да затварач остаје у задњем положају кад је оружје натегнуто, а приликом притиска обарача креће напред под притиском повратне опруге, узима метак из оквира, уводи га у цев и врши опаљење једним непрекидним покретом. Затварач не поседује механизам за забрављење, а кретање затварача уназад услед повратног трзаја заустављају само повратна опруга и сопствена инерција.
Основни принципи дејства су слични као код многих модела из тог времена, као што су немачки МП 40, совјетски ППш 41, и многи други. Сви аутомати овог типа су делили сличне врлине и мане. Оружје је било једноставно и јефтино за производњу и знатно је је повећавало ватрену моћ пешадијске јединице на малим растојањима. Ово је било од посебног значаја када се зна да је у то време основно оружје пешадије била репетирка која је била у стању да испали максимално петнаест метака у минути и није била прикладна за борбе на малим одстојањима. Ипак, пуцање из отвореног затварача и пиштољска муниција су значајно ограничавали прецизност, па је код већине аутомата максимални ефикасни домет био око сто метара.
До застоја је долазило услед више различитих проблема. Неки су били последица лошег одржавања и уопштено се јављају код свог оружја овог типа, док су други били карактеристични за Стен. Стварање наслага чађи на челу затварача или опиљци настали услед кретања затварача су могли да доведу до застоја у опаљењу, док прљаво лежиште метка може довести до застоја у пуњењу. Држање Стена за оквир приликом пуцања мења угао увођења метка, што доводи до застоја у пуњењу. Стен се правилно држи као пушка, са левом руком око навлаке цеви, као што се може видети на слици на којој Винстон Черчил демонстрира пуцање из Стена.
Додатне проблеме је стварао оквир који је био директна копија немачког оквира за аутомат МП 38. Ово је учињено смишљено, са циљем да се у борбеним ситуацијама омогући коришћење немачких оквира. На несрећу, ова одлука је довела до тога да Стенов оквир наследи све мане и недостатке “Ерминог” оквира. Оквир је бифиларан, и функционише тако да се два реда метака калибра 9 mm на врху сједињују у један ред.
Док други бифиларни оквири, као што је случај код аутомата Томпсон, узимају наизменично по метак са леве и десне стране, Стенов оквир је, као код МП 38, захтевао да се оба реда истовремено постепено крећу ка врху оквира и формирају један. Ово има за последицу да било каква нечистоћа или страно тело при врху оквира може довести до застоја у пуњењу. Поред тога, усне оквира трпе пуно оптерећење метака које гура опруга, што заједно са грубим руковањем може довести до њихових деформација и неизбежног застоја у пуњењу. Усне оквира морају бити од углом од тачно 8° да би оружје функционисало.
Савремени оквири калибра 9 mm, што је касније примењено код аутомата Стерлинг, су закривљени и узимају наизменично по метак са сваке стране, да би се избегао овај проблем. У случају заглављивања метака у оквиру Стена, стандардна пракса је била да стрелац извади оквир, удари његовим дном у своје колено, врати га, поново натегне оружје и настави са гађањем. Ради лакшег пуњења, конструисана је алатка за пуњење оквира, која је уврштена у резервни алат и прибор Стена.
Прорез на бочној страни сандука којим се кретала ручица затварача такође је био предмет критика, јер је дугачак отвор представљао потенцијалну опасност за улазак страних тела. Са друге стране, минималистичка конструкција Стена је имала изузетну погодност пуцања без икаквог мазива. Ово се показало изузетно корисно у пустињским дејствима као што је битка за Сиди Барани, где је уље у оружју привлачило и задржавало прашину и песак, доводећи до застоја и кварова других модела наоружања.
Концепт отвореног затварача у комбинацији са јефтином израдом и најосновнијом кочницом је чинио да оружје буде склоно случајним опаљењима, што се показало као изузетно опасно. Док је затварач у задњем положају, могуће је закочити га пребацивањем ручице нагоре и унапред, у други прорез на бочној страни сандука. Ипак, уколико би Стен са затварачем у предњем положају био испуштен на кундак, или би кундак ударио у чврсти предмет, затварач би услед инерције добио довољно снажан трзај уназад да може да убаци метак у цев, а притисак опруге би био довољан да доведе до опаљења. Код модела Мк IV ручица затварача је конструисана тако да онемогући ово, кочењем затварача у предњем положају и онемогућавањем његовог кретања. Ипак, услед хабања оружја и толеранција приликом израде ова кочница је често била неефикасна.

## Верзије
Аутомати Стен су произвођени у неколико основних верзија и израђено их је приближно четири и по милиона комада. Верзија Мк I је имала ограничену борбену примену, а скоро половину прозведених примерака је чинила верзија Мк II.

### Мк I
Прототип аутомата Стен, ознаке 'T-40/1', која означава конструктора Харолда Тарпина, годину 1940 и серијски број 1, израдио је ручно Тарпин у фабрици Филипс у Перивејлу, у Мидлесексу, данас предграђу Лондона, током децембра 1940. и јануара 1941. Овај примерак се чува у колекцији историјског оружја Британске армије у Ворминстеру у грофовији Вилтшир.
Прва верзија је поседовала конусни скривач пламена који је служио и као компензатор одскочног угла и врло квалитетну завршну обраду. Имала је и дрвени поткундак са предњим рукохватом, који је могао бити од дрвета или челика. Кундак је био скелетни од челичне цеви малог пречника, као код канадског модела Мк II, са дрвеним уметком у најужем делу. Јединствена особина је била могућност да се предњи рукохват преклопи унапред ради лакше манипулације. Навлака се пружала све до краја цеви где се завршавала предњим нишаном и на њу се настављао скривач пламена. Дуж горњег дела навлаке налазио се низ отвора за хлађење. До преласка на верзију Мк II произведено је око 100.000 примерака овог модела. Заробљени примерци Стена Мк I у немачком поседу су означени са МП.748(е), где „е“ означава  , односно „енглески“.

### Мк I*
Представља поједностављени модел Мк I. Предњи рукохват, дрвени поткундак и скривач пламена су избачени ради повећања ефикасности производње.

### Мк II
Мк II је најчешћа верзија Стена, са преко два милиона произведених примерака. Био је знатно грубље оружје од Мк I. Скривач пламена и преклопни рукохват који су постојали на Мк I су уклоњени. Уведена је изменљива цев која је сада вирила 75 mm из навлаке која је скраћена за исто толико. Поред тога, посебан механизам је омогућавао да се оквир делимично извуче из лежишта, навлака заротира за 90 степени у смеру супротном од казаљке на часовнику, прекривајући отвор за избацивање чаура о омогућавајући да се оружје и оквир положе на страну.
Скраћена навлака цеви више није имала мале отворе на врху, већ је добила три реда по три отвора. Редови су распоређени под међусобним углом од 120 степени. Да би се стрелцу омогућило правилно држање аутомата за навлаку цеви, а не за оквир што је доводило до застоја, поједине серије су биле опремљене посебном футролом од изолационог материјала. Такође, поједине серије су имале дрвени кундак.
Заробљеним примерцима аутомата Стен Мк II немачка војска је доделила ознаку MП.749(е).
Стандардна верзија Мк II:
- Укупна дужина: 762
- Дужина цеви: 197
- Тежина: 3,2

### Мк II (канадски)
Током Другог светског рата, верзија Стена Мк II је произвођена у Арсеналу Лонг Бранч (енгл. Long Branch Arsenal) у Лонг Бранчу, Онтарио, данас делу Торонта.
Била је веома слична стандардном Стену Мк II, али се разликовала по „скелетном“ кундаку и бољем квалитету израде. Ово оружје је први пут употребљено у Нападу на Дјеп 1942. године.
Мк II (канадски):
- Укупна дужина: 896
- Дужина цеви: 198
- Тежина: 3,8

### Мк III
Ова једноставна верзија је по броју израђених примерака била на другом месту после верзије Мк II. Представљала је поједностављени Мк I и произвођена је у Канади и Британији. Највећи произвођач је била била фирма „Лајнс брос“ (енгл. Lines Bros Ltd).
Највећа разлика у односу на Мк II је била сједињавање сандука, дела са отвором за избацивање чаура и навлаке цеви у једну целину. Цев је била фиксирана, а тело је спајано заваривањем дуж средине врха.
Заробљеним примерцима аутомата Стен Мк III немачка војска је доделила ознаку MП.750(e).

### Мк V
Уведена у наоружање 1944, Мк V је у суштини била квалитетнија и боље разрађена верзија модела Мк II. Међу значајније промене спадају дрвени пиштољски рукохвати спреда и позади, дрвени кундак и носач ножа. Уведен је и предњи нишан по угледу на пушку „Ли Енфилд“ модел 4 (енгл. No4 Lee Enfield), а оружје је било квалитетније израде и завршне обраде од модела Мк II и Мк III. Торбица за резервни алат и прибор је примала седам резервних оквира.
Друга варијанта модела Мк V је имала обртни кундак и огледало за гађање иза углова, налик на „крумлауф“ који су Немци развили за СтГ 44.

### Мк VI
- Укупна дужина: 908
- Дужина цеви: 198
- Тежина: 4.5

### Пригушене верзије
Модели Мк IIС и Мк VI(који се понекад означава и као модел 6(с)) били су опремљени интегрисаним пригушивачем. Систем је функционисао тако што је почетна брзина зрна смањивана на подзвучну (305 m/s) низом отвора на цеви оружја у циљу елиминације балистичког пуцња приликом изласка зрна из цеви. Сам звук опаљења метка је елиминисан низом конусних уметака у телу пригушивача који су смањивали брзину барутних гасова вртложењем и хлађењем. Пригушивач је био прилично ефикасан, али се нагло грејао, па је на њега стављана навлака од грубог платна са циљем заштите леве руке стрелца.

#### Мк IIs
Мк IIС је, као што је очиглдено из саме ознаје, била пригушена верзија модела Мк II. Заробљени примерци Стена Мк I у немачком поседу су означени са МП.751(е).

#### Мк VI
Модел Мк VI је био пригушена верзија модела Мк V. Ово је била најтежа верзија Стена, услед додатне тежине пригушивача, као и због дрвеног пиштољског рукохвата и кундака.

##### Борбена употреба
Пригушени модели су развијени на захтев Управе за специјалне операције (енгл. Special Operations Executive (SOE)) за употребу у тајним операцијама у окупираној Европи. Први је 1943. био модел Мк IIС. Услед склоности ка прегревању, из пригушених модела се пуцало искључиво јединачно или кратким рафалима.
Поред Управе за специјалне операције у Европи, Мк IIС су користиле и у јединице за специјалне операције у региону Југозападног Пацифика, као што су Међусавезничко одељење за извиђање (енгл. Services Reconnaissance Department) и Ударна група 136 (енгл. Force 136) Управе за специјалне операције у акцијама против јапанских снага. Стен Мк IIС је коришћен у „Операцији Џејвик“ приликом напада на сингапурску луку под јапанском окупацијом.
Стен Мк IIС су користили и припадници аустралијске Специјалне ваздушне службе у операцијама током Вијетнамског рата.

### Експериментални модели

#### Мк II (модел са дрвеним кундаком)
Ово је био стандардни модел Стена Мк. II са дрвеним кундаком, уместо металног, као код већине модела Мк. IIС. Овај модел никада није ушао у производњу, највероватније због виших трошкова производње.

#### Мк II (модел Роскишевског)
Ово је била модификација Стена Мк. II Антонија Роскишевског из Краљевске фабрике малог наоружања. Оквир се механички забрављивао окретом навлаке. Окидач је подељен на два дела, где је његов горњи део омогућавао рафално дејство, а доњи јединачно. Конструкција је била врло компликована и никада није ушла у производњу.

#### Мк II (модел са пиштољским рукохватом)
Ово је био Стен Мк. II са скелетним пиштољским рукохватом, намењен падобранским јединицама. Био је компактан, али врло неудобан за гађање.

#### Модел Т42
Верзија Стена Мк. II са цеви од 127 mm, конвенционалним пиштољским рукохватом и прерађеним браником окидача. У фази израде протоипа носио је радни назив “T42” али никада није ушао у употребу.

#### Мк III (дрвени модел)
Ово је био Стен Мк. III са дрвеним кундаком и поткундаком типа „Ланчестер“ као и носачем бајонета. Додате су и алке за ремник. Никада није ушао у производњу због високих трошкова израде.

#### Мк III (дрвени модел II)
Ово је био Стен Мк. III, израђен потпуно у дрвету, где су једини видљиви метални делови били окидач, цев, оквир и ручица затварача. Окидач и пиштољски рукохват су били у равни са оквиром. Разлози за развој овог модела су потпуно нејасни, али је вероватно да је ово био експеримент који је имао за циљ повећање удобности у руковањеу оружјем.

#### Мк IV
Експериментална верзија развијена за ваздушно-десантне јединице. Одликују је изузетно мали габарит, тако да је практично величине пиштоља, пиштољски рукохват, кундак који се преклапа бочно, кратка цев и конусни скривач пламена. Никада није уведена у серијску производњу.

#### РОФ Стен
Развијен у Краљевској фабрици оружја Фазакерли (РОФ), РОФ Стен је био необични прототип са новоразвијеним оквиром, ергономским пиштољским рукохватом, регулатором паљбе и системом повлачења затварача. Оружје се натезало повлачењем малог прстена изнад кундака. Велики скривач пламена је био причвршћен за цев и на оружје се могао причврстити „бајонет Бр. 5“. Израђен је изузетно квалитетно и ово је била најбоља и вероватно најпоузданија верзија СТЕН-а. РОФ Стен је израђен 1944. и у РОФ-у су планирали да га пошаљу на испитивања наредне године, али за то није било средстава, тако да није стигао даље од прототипа.